# Haustoriidae
Haustoriidae zijn plompe vlokreeften met brede pereopoden waarmee ze goed kunnen graven. Beide antennes zijn kort met een opvallend extra flagellum. Gnathopoden zijn subchelaat, maar klein en onopvallend. Uropode 3 heeft korte takken van gelijke grootte en het telson is gespleten.

## Geslachten en soorten
Acanthohaustorius Bousfield, 1965
- Acanthohaustorius bousfieldi Frame, 1980
- Acanthohaustorius intermedius Bousfield, 1965
- Acanthohaustorius millsi Bousfield, 1965
- Acanthohaustorius pansus Thomas & J.L. Barnard, 1984
- Acanthohaustorius shoemakeri Bousfield, 1965
- Acanthohaustorius similis Frame, 1980
- Acanthohaustorius spinosus (Bousfield, 1962)
- Acanthohaustorius uncinus Foster, 1989

Eohaustorius J.L. Barnard, 1957
- Eohaustorius barnardi Bousfield & Hoover, 1995
- Eohaustorius brevicuspis Bosworth, 1973
- Eohaustorius cheliferus (Bulycheva, 1952)
- Eohaustorius eous (Gurjanova, 1951)
- Eohaustorius estuarius Bosworth, 1973
- Eohaustorius gurjanovae Bousfield & Hoover, 1995
- Eohaustorius longicarpus Bousfield & Hoover, 1995
- Eohaustorius longidactylus Jo, 1990
- Eohaustorius sawyeri Bosworth, 1973
- Eohaustorius sencillus J.L. Barnard, 1962
- Eohaustorius setulosus Jo, 1990
- Eohaustorius spinigerus Jo, 1990
- Eohaustorius subulicola Hirayama, 1985
- Eohaustorius tandeensis Dang, 1968
- Eohaustorius washingtonianus (Thorsteinson, 1941)

Haustorius P.L.St. Muller, 1775
- Haustorius algeriensis Mulot, 1968
- Haustorius arenarius (Slabber, 1769)
- Haustorius canadensis Bousfield, 1962
- Haustorius jayneae Foster & LeCroy, 1991
- Haustorius mexicanus Ortiz, Cházaro-Olvera & Winfield, 2001
- Haustorius orientalis Bellan-Santini, 2005

Lepidactylus Say, 1818
- Lepidactylus dytiscus Say, 1818
- Lepidactylus triarticulatus Robertson & Shelton, 1980

Neohaustorius Bousfield, 1965
- Neohaustorius biarticulatus Bousfield, 1965
- Neohaustorius schmitzi Bousfield, 1965

Parahaustorius Bousfield, 1971
- Parahaustorius attenuatus Bousfield, 1965
- Parahaustorius holmesi Bousfield, 1965
- Parahaustorius longimerus Bousfield, 1965
- Parahaustorius obliquus Robertson & Shelton, 1978

Protohaustorius Bonsfield, 1965
- Protohaustorius bousfieldi Robertson & Shelton, 1978
- Protohaustorius deichmannae Bousfield, 1965
- Protohaustorius wigleyi Bousfield, 1965

Pseudohaustorius Bousfield, 1965
- Pseudohaustorius americanus (Pearse, 1908)
- Pseudohaustorius borealis Bousfield, 1965
- Pseudohaustorius carolinensis Bousfield, 1965